# Şevkefza Sultan
Şevkefza Sultan (12. prosince 1820 Poti, Ruské impérium – 17. září 1889 Istanbul, Osmanská říše) byla čtvrtou manželkou sultána Abdülmecida I. Pozici Valide Sultan zastávala v období od 30. května do 31. srpna roku 1876, kdy její syn Murad V. nastoupil na trůn. Byla Čerkeska.

## Životopis
Narodila se 12. prosince 1820 v Poti v Ruském Impériu (dnešní Gruzii). Její otec byl Çerkes Mehmed Bey Zaurum a její matka byla Cemile Hanim. Měla sestru jménem Fatma Laleru Hanim. Její rodina emigrovala do oblasti Kavkazu. Zde potkala svého muže, kde byla zajata jako konkubína pro sultána Mahmuta II.
Nurtab Kadınefendi (žena sultána Mahmuta II.) si vzala Şevkefzu do své péče. Dala jí nové jméno, naučila ji mluvit turecky a umístila ji do harému. Když jí bylo 19 let, byla představena sultánovi Abdülmecidovi I. a později za něj byla provdána (1. srpna 1839), když mu bylo pouhých 16 let. Dne 21. září 1840 se jí narodil princ Murad, později znám jako sultán Murad V. Když Bezmiâlem Sultan, která zastávala pozici Valide Sultan v roce 1853 zemřela, Şevkefza nastoupila na její místo. Také se ujala dětí sultánovy první manželky Servetseza Kadınefendi a zbavila je možnosti nástupu na trůn, aby mohl nastoupit její syn. Později se také chtěla zbavit Pertevniyal Sultan a jejího syna Abdulazize.

## Valide Sultan
Dne 30. května 1876 nastoupil její syn Murad na trůn a ona se mohla stát právoplatnou Valide Sultan.

## Smrt
Zemřela 17. září 1889 v paláci Çırağan v Istanbulu, pohřbena byla v mauzoleu žen z rodu sultánů.